# نخود أباد
نخود أباد هي قرية في مقاطعة هشترود، إيران. عدد سكان هذه القرية هو 594 في سنة 2006.